# Souvenirs
Souvenirs er en dansk popduo bestående af ægteparret Sofie Bonde (sang, guitar) og Nils Torp (bas, keyboards, guitar, violin, cello, trækharmonika, vokal m.m.). Gruppen blev dannet i Hjeds ved Suldrup i 1993. Musikken skrives af Torp i samarbejde med Johnny Voss. De er kendt for numre som "Han tog et nattog", "Jeg troed' du var hos Michael" og "Jeg hader Susanne".
Gruppens debutalbum, Souvenirs, udkom i 1994, og i 1996 udkom det andet album; Sommerfugle.
I 1997 lavede de sangen "Hannibal og Jerry" til familiefilmen af samme navn.
Gruppens tredje album, Villa Danmark, udkom i 1998, og det fik tre ud af seks stjerner i musikmagasinet GAFFA.
I 2000 udgav de et opsamlingsalbum, der fik fire ud af seks stjerner i GAFFA. Året efter udkom Ude på landet, der fik fire ud af seks stjerner i GAFFA.
Efterfølgeren, Cirkus, udkom i 2004. Dette album fik tre ud af seks stjerner i GAFFA. Det samme gjorde Rækkehuse på Mars fra 2008. Det gik bedre for Hinterland fra 2010, som fik fire ud af seks stjerner i samme musikmagasin.
Souvenirs har modtaget to priser ved  Danish Music Awards; i 1997 modtog sangen "Jeg troed' du var hos Michael" prisen "Årets Danske Hit" og Cirkus modtog "Årets Dansktop Udgivelse" i 2005.

## Diskografi
Studiealbums
- 1994 – Souvenirs
- 1996 – Sommerfugl
- 1998 – Villa Danmark
- 2001 – Ude på landet
- 2004 – Cirkus
- 2008 – Rækkehuse på Mars
- 2010 – Hinterland
- 2016 - Tangopartner

Opsamlingsalbum
- 2000 – De bedste souvenirs